# 贝丽特·默德雷
贝丽特·默德雷（挪威語：Berit Mørdre，1940年4月16日—2016年8月23日），挪威女子越野滑雪运动员。她曾代表挪威参加1968年和1972年冬季奥林匹克运动会越野滑雪比赛，获得一枚金牌、一枚银牌和一枚铜牌。